# فدریکا ساگور ماس
فدریکا ساگور ماس (انگلیسی: Frederica Sagor Maas؛ ۶ ژوئیهٔ ۱۹۰۰ – ۵ ژانویهٔ ۲۰۱۲ ۵ ژانویه ۲۰۱۲) یک فیلم‌نامه‌نویس، نمایش‌نامه‌نویس، پدیدآور و روزنامه‌نگار اهل ایالات متحده آمریکا بود.
وی فیلم‌نامه‌نویس فیلم‌هایی همچون مو قرمزی و جسم و شیطان بوده است.